# De röda skorna (saga)
De röda skorna (danska: De røde sko) är en saga av den danske författaren H.C. Andersen från 1845. 
Sagan handlar om bondflickan Karen som adopteras av en rik gammal dam efter sin mors död och växer där upp till att bli både fåfäng och bortskämd. Innan hon adopterades hade Karen endast ett par slitna röda skor, nu får hon sin adoptivmor att köpa ett par röda skor lämpade för en prinsessa till henne. Karen är så förtjust i sina nya skor att hon bär dem i kyrkan, men då grälar den gamla damen på henne, det är mycket olämpligt att bära röda skor där, hon får endast ha svarta skor i kyrkan från och med nu. Men nästa söndag kan Karen återigen inte motstå sin önskan att få bära de röda skorna. 
Berättelsen har filmatiserats ett flertal gånger, däribland som den brittiska filmen De röda skorna från 1948, i regi av Michael Powell och Emeric Pressburger, med Moira Shearer i huvudrollen. 